# The Sensei
È un film indipendente statunitense del 2008 scritto, diretto e prodotto da D. Lee Inosanto. Il film è ambientato nel 1985, in una piccola città del Colorado, durante il panico dovuto all'ascesa dell'AIDS e narra di un ragazzo gay, vittima di bullismo, che apprende le arti marziali per imparare a difendersi.

## Trama
McClain Evans è uno studente gay delle superiori, costantemente bersagliato dal bullismo nella sua città. Karen O'Neil è una donna ossessionata dalla morte del suo fidanzato pugile professionista, Mark Corey. Dopo cinque anni di assenza, torna dalla sua famiglia, che gestisce con successo una scuola di arti marziali. Quando McClain viene aggredito da tre ragazzi di scuola, sua madre, Annie, chiede a Karen di insegnare a suo figlio le arti marziali in modo che possa difendersi. Ma la famiglia di Karen ha paura delle ritorsioni anti-gay, così è costretta ad insegnare a McClain di notte, segretamente. Quando la voce giunge in famiglia e alla comunità della piccola città, scoppia la violenza. La famiglia viene sfidata, costringendo Karen a rivelare il suo oscuro segreto a coloro che ama di più.

## Produzione
La regista con il film vuole abbattere le barriere razziali, proprio come il suo padrino Bruce Lee fece negli anni 60 e 70. Una delle principali ispirazioni del film è stato il tragico assassinio del ragazzo gay Matthew Shepard, avvenuto nel 1998, da parte di due uomini omofobi, anche se la trama differisce notevolmente dalla sua storia.
Il film è stato prodotto con un budget limitato e indipendente da D. Lee Inosanto e suo marito Ron Balicki, in quanto molti produttori si sono tirati indietro, ritenendolo un B-movie.

## Distribuzione
- USA: 4 maggio 2008 (Los Angeles Asian Pacific Film Festival)
- USA: 28 giugno 2008 (Frameline Film Festival)
- USA: 12 ottobre 2008 (Philadelphia Asian American Film Festival)

## Riconoscimenti
- 2008 - Hoboken International Film Festival
  - Best Supporting Actor a Louis Mandylor
- 2008 - LA Femme Film Festival
  - Best Feature Film Writer a Diana Lee Inosanto
- 2008 - New Jersey International Festival
  - Best Screenplay a Diana Lee Inosanto
- 2008 - Philadelphia Asian American Film Festival
  - Narrative Feature Film a Diana Lee Inosanto